# Kanuti Sum
Kanuti Arap Sum (ur. w 1934, zm. przed 2007) – kenijski lekkoatleta, długodystansowiec.
Dwukrotny olimpijczyk: podczas igrzysk w Melbourne (1956) zajął 31. miejsce w maratonie z czasem 2:58:42, na igrzyskach w Rzymie (1960) w tej samej konkurencji był 59. (2:46:55,2).
Podczas igrzysk Imperium Brytyjskiego i Wspólnoty Brytyjskiej w 1958 zajął 6. miejsce w biegu na 6 mil, 8. w biegu maratońskim oraz 18. w biegu na 3 mile.